# 356 Лігурія
356 Лігурія (356 Liguria) — астероїд головного поясу, відкритий 21 січня 1893 року Огюстом Шарлуа у Ніцці.
Названий на честь Лігурії — області в північній Італії та південній Франції між Генуєю і Ніццею на узбережжі Лігурійського моря.